# 革真宗教日本教
革真宗教日本教（かくしんしゅうきょうにっぽんきょう）は、岐阜県関市上之保に本部を置く神道系の宗教団体。会員数は、9万2826人。

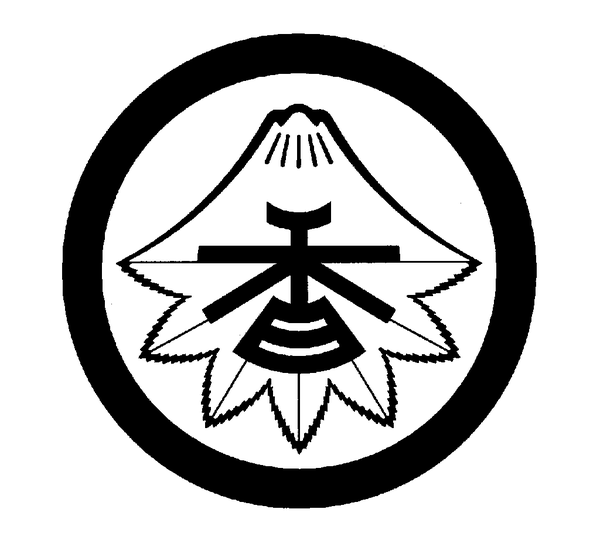
革真宗教日本教紋章

## 創始者
革真宗教日本教の創始者は千載萬香美（ちとせ まかみ 1897年～1986年）である。本名は長谷部ためといい、教団内では寶主様・御母慈生真寶主千載萬香美様と呼称される。
また、現在の教団の代表者は、千載萬香美の三男である千載豊魂（ちとせ とよたま 1944年～）である。幼名は長谷部日出彦といい、教団内では豊魂君・星子豊魂入彦之君と呼称される。

## 所在地
岐阜県関市上之保13749-1に本部を置く。本部は、当初は二階建ての民家だったが、教勢の拡大にともない整備が進み、現在では33万平方メートルの敷地をもっている。

## 沿革
千載萬香美は、1917年に岐阜女子師範学校を卒業後、結婚し15年間の教職生活を送ったのち、1932年より7年間東京で過ごした。徹底的な無神論者であり、肋骨カリエスに肺浸潤を併発し、周辺より信仰を勧められるが態度は変わらなかった。しかし、1939年に次男が原因不明の高熱を出し、それを契機として修行を開始する。
翌年、父神事代主大神が降臨し、前世を教示され、神力を体得した。そして、それから10年間「魂のみがき」の修行を行う。その間、太平洋戦争の開戦に当たり、日本の敗戦を予言したと言われている。
戦後、「川合のエビス様」としてすでに有名だったが、1952年に神道真言教会として宗教法人の認可を取得し、本格的な宗教活動を開始した。マスコミにも取り上げられるようになり、教勢は全国的に拡大し、各地に信徒組織である神謳会・不双覚醒青年会・星友子供会ができる。そして1954年までに旧神殿や旧神学道場が建立された。1959年には、教勢の拡大と教義の内容から、現名称への変更を宣言する（実際の変更は1963年）。
また、1963年には、神から創始者に「千載萬香美」という姓名が与えられる（戸籍名の変更は1970年）。「千載萬香美」という姓名には、とこしえに、永遠青春の麗しき御母として、多くの愛子（まなご 信者の意）の心と共に生きる美しさが、そのまま表現されているとされる。
以後、教団は本部の整備と、教義の体系化に注力した。無可有の郷と呼ばれる境内に、父神を祭祀する御神殿・神学道場のある新玉殿・先祖の供養をする精華殿・結婚式場の華燭殿・信者の宿泊施設である迎愛荘が次々と建設された。また、本部近くに日本教全苑全景御神苑という公園も設け、所在地の上之保地区には教団に因む寶主橋・萬香美橋という橋も存在する。また、千載萬香美は、戦前から開始された教典類の執筆を継続し、ついに膨大な教義文書の集大成を、「日本教御母御文治大系」として刊行するに至った。
千載萬香美の没後は、三男の千載豊魂が教団の代表者となり、千載萬香美が説いた教義の解説である「道場講話」と、信徒との面談である「桑麻の交わり」によって、信徒の指導を行っている。

## 教義
教義の根本は、「神とは御生者である」という点にあり、日本の国の成り立ちを知り、「御親御守護の日の本」に誇りと感謝をもつ「神系の魂」を持った人々によって「神系国家の樹立」（神系立国）を期すことを目的としている。そしてこれまでの仏教観・先祖観を正し、日柄・方位・占いなどの迷信を是正しつつ、信徒の指導が行われているとされる。

## 祭神
父神事代主大神と御母尊姿(御母慈生真寶主千載萬香美)が祭神である。

## 教典
- 千載萬香美『御式典御祝詞』（日本教本部、1951年）
- 同『御神訓御神歌』（日本教本部、1951年）
- 同『扶桑の御声』（日本教本部、1952年）
- 同『人類よ神に目覚めよ 神自ら神を教えん』（日本教本部、1953年）
- 同『御式典御祝歌』（日本教本部、1954年）
- 同『日本教師帥学』（日本教本部、1956年）
- 同『仏教真意と日本教』（日本教本部、1971年）

とりわけ、『人類よ神に目覚めよ 神自ら神を教えん』が代表的な教義書とされる。

## 機関紙
- 『不双の御宣り』（1953年創刊の『日本教御神報』を改称 月刊）

## 葬儀
革真宗教日本教の葬儀は、「精果復華祭」と呼ばれる。参列者は献花を行い、祭祀者（神使と呼ばれる）が祝詞を奏上し、精果復華祭は執り行われる。